# مشيخة الحمرية
إمارة الحمرية هي إمارة حكمتها قبيلة  آل بو شامس منذ سنة 1815 ميلادي و تأسست عام 1875 عند انفصالها من إمارة الشارقة واستمرت حتى عام 1966 عند عودتها مرة أخرى لإمارة الشارقة. إلا أنها كانت تتحكم بحكم شبه ذاتي حتي اواخر الستينات من القرن الماضي. مؤسسس الإمارة هو الشيخ / سيف بن عبدالرحمن الشامسي. تأسست إمارة الحمرية في مدينة الحمرية بإمارة الشارقة حاليا في الإمارات العربية المتحدة. كانت الغالبية العظمى من سكان الحمرية من قبيلة  آل بو شامس ثم قبيلة آل بو مهير وقبيلة السودان وقبيلة الطنيج.

## تاريخ الحمرية

### تمرد شيخ الحمرية 1854- 1855
وفي سنة 1854 حدثت الحلقة الأولى في سلسلة التمردات التي قام بها أهل الحمرية ضد سلطة شيخ الشارقة حاكمهم الشرعي. وقد نشأت الاضطرابات هذه المرة عن خلاف دموي شب بين الهولة في مدينة الشارقة وعدد من الشويهين المهاجرين مؤخراً إلى ذلك المكان، وكان عددهم يزيد على 500 مقاتل. وبنصيحة مغرضة من أحمد السديري ممثل الوهابيين في عمان المتصالحة سارع الشيخ سلطان بن صقر إلى تحويل الشويهين إلى منطقة الحمرية، ومن هناك بدأوا يتعاونون مع عبد الرحمن بن يوسف شيخ الحمرية لتأكيد استقلالها عن الشارقة. وحين زار كابتن كيمبول، المقيم السياسي البريطاني عمان المتصالحة أثناء جولته السنوية في سبتمبرر 1854، تقدم منه الشيخ سلطان بطلب منع أهل الحمرية من القيام بأعمال بحرية، لكن كابتن كيمبول – على الرغم من رغبته في عدم تشجيع المتمردين – ابلغ الشيخ انه ما دامت منطقة الحمرية واقعة بين عجمان وأم القيوين. فإن مثل هذا الاجراء من جانبه قد يؤدي إلى اقحام شيوخ هذين المكانين معاً في الخلاف.
وبعد هذا اللقاء ارغمت أوضاع لنجة - التي كان يحكمها خليفة بن سعيد القاسمي- الشيخ سلطان على ان يظل مقيماً على الساحل الإيراني لعدة أشهر. وخلال رحلته سارع بوضع امور الحمرية بين ايدي أحمد السديري ممثل الوهابيين بعد أن إدعى انه يتوسط بهدف تسويوة الخلاف- ان يضع حامية وهابية تابعة له في حصن الحمرية. وبعد فشل خطته اقنع الشيخ سلطان بعد رجوعه من رحلته بأن يقود عمليات برية وبحرية ضد تلك المدينة العاصية. ووجد كابتن كيمبول لدى وصوله إلى الحمرية على السفينة «كلايف» في 21 مايو 1855 ان ذلك المكان قد تم احتلاله بالفعل قبل خمسة وعشرين يوماً دون ان يصل خطاب واحد إلى المقيمية بذلك، وان كان الشيخ سلطان زعم انه ارسل خطاباً لعله لم يصل. وكان معظم القوة المحاصرة، من أنصار شيخ القواسم وهم 150 رجلاً تحت قيادة ممثل الوهبيين، وفرقة من عجمان تتجاوز 3000 رجل، ومدفعيتهم تضم 5 مدافع جيء باثنين منها من لنجة واثنين من الشارقة عن طريق البحر، والخامس من عجمان. ولم تزد القوة المحاصرة عن 800 رجل فقط، لكنهم كانوا يتمتعون بنوع من التأييد من شيخي دبي وأم القيوين اللذين كانت الأوضاع المربكة لجارهما القوى في الشارقة موضع ترحيبهما الدائم. وكان القتال عنيفاً عنفاً غير مألوف، ومالت كتفه إلى صالح المحاصرين. فعلى حين خسر المهاجمون 60 قتيلا من بينهم الشيخ عبد الله بن شيخ القواسم وضعف ذلك العدد من الجرحى ايضاً لم تزد خسارة الحامية على 10 قتلى. وفي هذه الظروف الحرجة طلب الشيخ سلطان بالحاح عون المقيم آملا ان يتمكن بمثل ذلك العون، التراجع دون انتفاص من كرامته وهيبته وابدى كابتن كيمبول استعداده للوساطة مع رفضه المطلق ضمان تنفيذ اية اتفاقية يتم التوصل اليها. لكن كبار المسئولين في الحمرية ولاجئي الشويهين اغّروا بدفاعهم الناجح من ناحية، وبتحريض شيخ أم القيوين من الناحية فرفضوا ان يلقوا بالا لاية اقترحات للسلم، لكنهم أخيراً – وحين هدد المقيم العام باحكام السيطرة والرقابة على العمليات البحرية مما يؤدي إلى قطع خطوط امداداتهم –وافقوا على ان يدفع المتمردون مبلغ 500 ريال لشيخ رمزاً لخضوعهم وانه بعد انقضاء موسم اللؤلؤ. سيكون على الشويهيين مغادرة الحمرية والاستقرار في أي مكان يشاءون. واوفد وكيل المقيمية، حاجي يعقوب، وإلى البر ليشهد خضوع المتمردين رسمياً للشيخ، وظلت سفينة الشركة المعظمة «كونستانس» باقية هناك عدة أيام أخرى حتى رفع المهاجمون خيامهم وتراجعوا. ومن استقرار عدد كبير من الشويهيين اليوم في مدينة الشارقة نستطيع ان نفهم ان الشيخ سلطان قد نجح أخيراً في اقناع هؤلاء المتمردين بالعودة لبلاده.

### انفصال الحمرية عن الشارقة 1875
وانضم شيخ الحمرية سنة 1873 - وكان في الحاكم ذلك الوقت هو سيف بن عبدالرحمن الشامسي – إلى تحالف عام بين الشيوخ ضد شيخ الشارقة، ثم انسحب منه في سنة 1874. وعاد في 1875 ليقوم بدور الوسيط بين هذه الأطراف. أو ما بقي منها. ثم رجع بعدها مباشرة في عام 1875 ليعلن استقلاله عن الشارقة مما أدى إلى قيام بعض المتاعب والمطالب المضادة بين ذينكما المكانين.

### اخفاق الشيخ صقر في استعادة الحمرية 1884
وقام الشيخ صقر بن خالد القاسمي في أبريل 1884 بمحاولة مباغتة لاستعادة الحمرية التي يبدو انها ظلت متمعة باستقلال فعلي منذ سنة 1875. وكانت الخطة الموضوعة تقضي باسدعاء الشيخ يوسف بن عبد الرحمن شقيق شيخ الحمرية ليتولى حكم المنطقة باسم شيخ الشارقة، وتم تنفيذ الخطة كما وضعت، غير إن الشيخ عبد الرحمن تمكن من طرد شقيقه من الحمرية بعد عودته مباشرة ودون أية صعوبة.

### شئون الحمرية 1903-1904
وظلت مدينة الحمرية تابعة نظرياً لإمارة الشارقة مع ان شيخها حاول جاهداً الحصول على اعتراف به كشيخ مستقل عن الشيوخ المتصالحين أثناء زيارة لورد كيرزون للساحل المتصالح في نوفمبر سنة 1903 لكن هذه الامارة كانت عملياً مستقلة عن الشارقة استقلالاً كاملا وكان مردّ ذلك على احسن ما نعلمه هو عجز شيخ الشارقة عن حماية مصالح نائبه هذا حين يتعدي عليه الآخرون. وفي 3 سبتمبر سنة 1904 حدث تغير في الحمرية بموت شيخها سيف بن عبدالرحمن الشامسي، وتولى ابنه عبدالرحمن بن سيف الشامسي، وسرعان ما تخلى هذا عن منصبه لقريب له يدعى سيف بن سيف الشامسي كان يخشى طموحه، لكن هذا الأخير لم يقنع بذلك وحاول ان ينتزع أملاك عبد الرحمن الخاصة ايضاً. فقام عبد الرحمن بالهجوم على بيت سيف في الليل وقتل ابنه وأسره هو وعاد ليتوى بنفسه حكّم الحمرية عند ذلك تدخل الشيخ راشد شيخ أم القيوين وسوى المسألة بأن نقل سيف بن سيف الشامسي إلى عاصمته.

### عودة الحمرية لإمارة الشارقة 1922
أرسل مرسول إلى الشيخ حميد بتسليم الحمرية أو سوف يقصفون بالمدافع (كان هناك حصون تابعة للشارقة تشرف على منطقة الحمرية بحيث تجعلها عرضة لاي تهديد بالقصف) وقد ابدى الشيخ حميد رايه بالرفض للحضور وكان أحد الحاضرين عبيد بن حارب والذي ابدى رايه مباشرة بالحرب بان ربط المرسول على حمار واجلسه عليه معكوسا بحيث يقابل وجهه ذيل الحمار.)
اعتبر شيخ الشارقة الامر شخصيا (الرسول يمثل مرسله وما يعامل به الرسول يعتبر موجها لمرسله) وقد امر بتجهيز المدفع الأكبر على الحمرية في اعلا القلعة وجهزت باقي المدافع كذلك ليبدأ القصف عند الفجر.
في تلك الاثناء كان المجلس منعقدا بقيادة عبيد بن حارب شيخ بن حارب والذي امر باخراج النساء والاطفال خلسة ليلا خارج الحمرية وتجهيز العتاد وصف الجنود اثناء الليل مواجهين لقلعة الشارقة.. اعرض افراد المجلس على هذا الرأي بحجة المدافع لكن عبيد لم تكن تهمه المدافع لانه كان يملك خطه في راسه ووافق المجلس على رايه.. اثناء الليل اخرج الأطفال والنساء والغير قادرين على القتال إلى خارج الحمريه واصطف الشوامس يعدون انفسهم وعتادهم وفي تلك الاثناء كان عبيد يتسلل لقلعة الشارقه وقد عطل المدفع الأكبر بينها وعاد ليقود جنده.
في الفجر كان أهل الحمرية على مسافة من القلعة وعلى رأسهم عبيد بن حارب يقف حسبما قال الواصفون عاقدا يديه على صدره والابتسامة مرسومه على وجهه.. صرخ مناد من القلعة يهددهم بالاستسلام وإلى تعرضوا للقصف واجابهم الشوامس بقوه بالنفي.. جهز المدفع لكي يضرب حصن الحمرية واشعل الفتيل... كانت المفاجاة بان انفجر المدفع قاتلا من هم حوله وهادما جزءا كبيرا من الحصن وفي لحظة الانفجار هجم أهل الحمرية وقد كانت المعركة لصالحهم حتى جاءت سفن الإنجليز لدعم أهل الشارقة اعتلى عبيد أحد ابراج الحصن المتصدع وقد حمل معه أحد المدافع وعلى البرج صوب المدفع نحو إحدى السفن الإنجليزية وانذر الجميع بالخروج من الحصن اشعل الفتيل وقفز من اعلا البرج على الرمال لحظة انطلاق الطلقه اللتي هدمت البرج المتصدع احتدم الصراع طويلا بين أهل الحمرية والإنجليز واهل الشارقة لكن لم تسر الامور لصالح أهل الحمرية لان اسلحتهم لم تكن ندا لمسدسات الإنجليز واخيرا بعد نزاع طويل انسحب أهل الحمرية عائدين للحمرية ولكن اثناء المعركة كان لدى الإنجليز امر بمعرفة من هو قائد أهل الحمرية في تلك المعركة أو مخططهم الحربي وقد استدلوا عليه وبعد صراع اثبت ان الكثرة تغلب الشجاعة وقد اسر عبيد بن حارب تحت تهديد السلاح واخذ لبريطانيا تحت التحقيق وكذلك لمنحة دراسية حيث عجبوا لبراعته في صنع السلاح ودقت اصابته فالمدفعية والمسافة الطويلة للقذائف حيث كانت في ذلك الزمن نوعا من التطور في مجال السلاح. يقال ان عبيد التزم الصمت بادعائه بانه اخرس وبعد 6 أشهر اعيد بعض الاسرى إلى الإمارات وحين وصل الخبر بان عبيد بن حارب قد عاد وبانه حي اقيمت الاحتفالات بعودته للديار وقد لقب بشيخ الحرب واعطي الكثير من المكافات من شيوخ الحمرية ودبي لكن عبيد خاب امله بمعرفة ان الشيخ حميد قد سلم الحمرية بعد اتفاقيات.

## فترة الحكم تحت حكم الشارقة
| 1983 – 2011 ||الشيخ/ هادف بن حميد الشامسي || آخر حكام الحمرية
| فترة الحكم  | اسم الحاكم                       | ملاحظات |
| ----------- | -------------------------------- | --- |
| 1875 – 1904 | الشيخ/ سيف بن عبدالرحمن الشامسي  | أول حكام لإمارة الحمرية |
| 1904 – 1921 | الشيخ/ هزيم بن جاسم الشامسي      | فترة الحكم الأولى |
| 1921 – 1922 | الشيخ/ حميد بن عبدالرحمن الشامسي | فترة الحكم الاولى |
| 1922        | الشيخ/ سيف بن عبدالرحمن الشامسي  | فترة الحكم الثانية |
| 1922 – 1983 | الشيخ/ حميد بن عبدالرحمن الشامسي | |
| 1983-2011   | الشيخ/ هادف بن حميد الشامسي      | جون غوردون لوريمر دليل الخليج - القسم التاريخي، الجزء الثاني كتاب الشيخ سيف بن عبدالرحمن الشامسي : حاكم الحمرية ( 1286 - 1322 / 1869 - 1904 ) للدكتورة شيخة بنت سيف الشامسي |